# H.-Hugo Kremer
Hans-Hugo Kremer (* 1965) ist ein deutscher Wirtschaftspädagoge und Inhaber der Professur für Wirtschaftspädagogik, insbesondere Mediendidaktik und Weiterbildung an der Universität Paderborn.

## Leben
H.-Hugo Kremer absolvierte von 1984 bis 1987 eine Ausbildung zum Industriekaufmann. Von 1986 bis 1989 studierte er parallel zu einer Berufstätigkeit im Finanz- und Rechnungswesen Wirtschaftswissenschaft an der Fernuniversität in Hagen. Von dort wechselte er zur Universität zu Köln, an der er von 1989 bis 1992 Wirtschaftspädagogik studierte und das Studium als Diplom-Handelslehrer abschloss. Von 1992 bis 1996 war er wissenschaftlicher Mitarbeiter am dortigen Lehrstuhl für Wirtschafts- und Sozialpädagogik von Martin Twardy. Von Köln wechselte Kremer als wissenschaftlicher Mitarbeiter an den Lehrstuhl für Wirtschafts- und Sozialpädagogik von Peter F. E. Sloane an der Ludwig-Maximilians-Universität München. 1997 promovierte er dort zum Thema Medienentwicklung - Theoretische Modellierung und fachdidaktisch ausgerichtete Anwendung. Von 2001 bis 2002 war er bei Peter F. E. Sloane wissenschaftlicher Assistent an der Forschungs- und Lehreinheit Wirtschaftspädagogik der Universität Paderborn. 2002 habilitierte er sich dort zum Thema Implementation didaktischer Theorie - Innovationen gestalten.
Ebenfalls 2002 nahm er einen Ruf an die Universität Konstanz zur Professur für Wirtschaftspädagogik an. Seit 2004 hat er die Professur für Wirtschaftspädagogik, insbesondere Mediendidaktik und Weiterbildung, an der Universität Paderborn inne. Seit 2011 ist er Studiendekan der dortigen Fakultät für Wirtschaftswissenschaften.

## Forschungsschwerpunkte
H.-Hugo Kremers Forschungsschwerpunkte bestehen in den Bereichen Mediendidaktik: Medienrezeption und -entwicklung in und für Blended Learning und der Implementation komplexer Lernumgebungen, insbesondere der Implementation des Lernfeldkonzepts sowie in den letzten Jahren verstärkt einer individuellen Förderung in der beruflichen Bildung auf mikro-, meso- und makrodidaktischer Ebene. Kremer folgt dabei einem Forschungsansatz in praktischen Anwendungskontexten. Demgemäß hat er zahlreiche schulische und betriebliche Modellversuche wissenschaftlich begleitet. Er ist Mitbegründer und aktueller Sprecher des cevet - centre for vocational education and training, einem interdisziplinären Zusammenschluss von Forschern aus den Bereichen der Berufs- und Wirtschaftspädagogik, Volkswirtschaftslehre, Betriebswirtschaftslehre und Psychologie.

## Modellversuche (Wissenschaftliche Begleitung, Auswahl)
- BMAS/ESF Projekt InBig - Individuelle Kompetenzentwicklungswege: Bildungsgangarbeit in einer dualisierten Ausbildungsvorbereitung.
- BMBF Projekt Professionalisierung der Studieneingangsphase.
- BMAS/ESF Projekt InLab - Individuelle Förderung und selbstgesteuerte Kompetenzentwicklung für multikulturelle Lebens- und Arbeitswelten in der berufsschulischen Grundbildung.
- BLK Modellversuch KooL - Gestaltung medienbasierter kooperativer Lernumgebungen.

## Schriften (Auswahl)
- Medienentwicklung. Theoretische Modellierung und fachdidaktisch ausgerichtete Anwendung. Köln: Botermann & Botermann 1997.
- Lernfelder implementieren. Zur Entwicklung und Gestaltung fächer- und lernortübergreifender Lehr-/Lernarrangements im Lernfeldkonzept. Paderborn: Eusl 2001 (zusammen mit Peter F. E. Sloane).
- Implementation didaktischer Theorie. Innovationen gestalten. Paderborn: Eusl 2003.
- Lernen in medienbasierten kooperativen Lernumgebungen - Modellversuch KooL. Paderborn: Eusl 2007.
- Individuelle Förderung in der beruflichen Bildung. Grundlegung und Annäherung im Kontext von Forschungs- und Entwicklungsprojekten. Paderborn: Eusl 2010 (zusammen mit Andrea Zoyke).
- Lernfeldansatz - 15 Jahre danach. bwp@, Ausgabe 20 (2011) (zusammen mit Tade Tramm und Ralf Tenberg).